# ジメチルグリシンオキシダーゼ
ジメチルグリシンオキシダーゼ(dimethylglycine oxidase)は、次の化学反応を触媒する酸化還元酵素である。
N,N-ジメチルグリシン + H2O + O2 {\displaystyle \rightleftharpoons } サルコシン + ホルムアルデヒド + H2O2
反応式の通り、この酵素の基質はN,N-ジメチルグリシンとH2OとO2、生成物はサルコシンとホルムアルデヒドとH2O2である。補因子としてFADを用いる。
組織名はN,N-dimethylglycine:oxygen oxidoreductase (demethylating)である。